# Helius (Eurhamphidia) scabiosus
Helius (Eurhamphidia) scabiosus is een tweevleugelige uit de familie steltmuggen (Limoniidae). De soort komt voor in het Oriëntaals gebied.